# Xylotrechus hircus
Xylotrechus hircus es una especie de escarabajo longicornio del género Xylotrechus. Fue descrita científicamente por Gebler en 1825.
Se distribuye por Rusia (Siberia, isla de Sajalín), China, Japón, República de Corea, Mongolia, Kazajistán y los Estados Unidos. Mide 7-17 milímetros de longitud. El período de vuelo ocurre en los meses de mayo, junio, julio y agosto.